# Mitsubishi Heavy Industries Football Club 1985-1986
Questa voce raccoglie le informazioni riguardanti il Mitsubishi Heavy Industries nelle competizioni ufficiali della stagione 1985-1986.

## Stagione
Il Mitsubishi Heavy Industries continuò a confermare le proprie prestazioni da squadra di centroclassifica giungendo settimo in campionato, ma migliorò il proprio rendimento nelle coppe, dalle quali uscì in entrambi i casi ai quarti di finale.

## Maglie e sponsor
Le maglie sono prodotte dalla Puma.
| Manica sinistra · Manica sinistra · Maglietta · Maglietta · Manica destra · Manica destra · Pantaloncini · Calzettoni |

## Organigramma societario
Area direttiva
- Presidente: Yoshisada Okano

Area tecnica
- Allenatore: Kuniya Daini
- Vice allenatore: Hiroshi Ochiai

## Rosa
| N. |                     | Ruolo | Calciatore          |
| -- | ------------------- | ----- | ------------------- |
| 1  | Giappone (bandiera) | P     | Hiroyuki Takahashi  |
| 3  | Giappone (bandiera) | D     | Kazuo Saitō         |
| 4  | Giappone (bandiera) | D     | Kunihiko Suzuki     |
| 6  | Giappone (bandiera) | D     | Hisao Suzuki        |
| 7  | Giappone (bandiera) | C     | Masatoshi Matsunaga |
| 8  | Giappone (bandiera) | C     | Atsushi Natori      |
| 9  | Giappone (bandiera) | A     | Hiromi Hara         |
| 11 | Giappone (bandiera) | C     | Koichi Kawazoe      |
| 12 | Giappone (bandiera) | D     | Makoto Taguchi      |
| 13 | Giappone (bandiera) | C     | Shūzō Nakamura      |
| 15 | Giappone (bandiera) | A     | Yasushi Yoshida     |

| N. |                     | Ruolo | Calciatore         |
| -- | ------------------- | ----- | ------------------ |
| 16 | Giappone (bandiera) | D     | Yoshimasa Miyazaki |
| 18 | Giappone (bandiera) | C     | Hiroyuki Tsujiya   |
| 20 | Giappone (bandiera) | D     | Osamu Hirose       |
| 22 | Giappone (bandiera) | P     | Akihisa Sonobe     |
|    | Giappone (bandiera) | D     | Akira Hashimoto    |
|    | Giappone (bandiera) | D     | Satoshi Kitasato   |
|    | Giappone (bandiera) | D     | Yoichi Tachibana   |
|    | Giappone (bandiera) | C     | Hiroshi Muramatsu  |
|    | Giappone (bandiera) | A     | Hiroshi Nagatomi   |
|    | Giappone (bandiera) | A     | Hisao Sekiguchi    |
|    | Giappone (bandiera) | A     | Tadashi Sasaki     |

## Statistiche

### Statistiche di squadra
| Competizione          | Punti | Totale | Totale | Totale | Totale | Totale | Totale | DR  |
| Competizione          | Punti | G      | V      | N      | P      | Gf     | Gs     | DR  |
| --------------------- | ----- | ------ | ------ | ------ | ------ | ------ | ------ | --- |
| JSL Division 1        | 22    | 18     | 8      | 6      | 8      | 29     | 19     | +10 |
| JSL Cup               | -     | 2      | 1      | 0      | 1      | 2      | 5      | -3  |
| Coppa dell'Imperatore | -     | 3      | 2      | 0      | 1      | 7      | 5      | +2  |
| Totale                |       | 23     | 11     | 6      | 10     | 38     | 29     | +9  |

### Statistiche dei giocatori
| Giocatore    | JSL Division 1 | JSL Division 1 | JSL Cup  | JSL Cup | Coppa dell'Imperatore | Coppa dell'Imperatore | Totale   | Totale |
| Giocatore    | Presenze       | Reti           | Presenze | Reti    | Presenze              | Reti                  | Presenze | Reti   |
| ------------ | -------------- | -------------- | -------- | ------- | --------------------- | --------------------- | -------- | ------ |
| H. Hara      | 22             | 10             | ?        | ?       | ?                     | ?                     | 22+      | 10+    |
| A. Hashimoto | 9              | 0              | ?        | ?       | ?                     | ?                     | 9+       | 0+     |
| O. Hirose    | 20             | 5              | ?        | ?       | 3                     | 1                     | 23+      | 6+     |
| K. Kawazoe   | 1+             | 1              | ?        | ?       | ?                     | ?                     | 1+       | 1+     |
| S. Kitasato  | 10             | 0              | ?        | ?       | ?                     | ?                     | 10+      | 0+     |
| M. Matsunaga | 22             | 3              | ?        | ?       | ?                     | ?                     | 22+      | 3+     |
| Y. Miyazaki  | 9              | 1              | ?        | ?       | ?                     | ?                     | 9+       | 1+     |
| H. Muramatsu | 8              | 0              | ?        | ?       | ?                     | ?                     | 8+       | 0+     |
| H. Nagatomi  | 11             | 2              | ?        | ?       | ?                     | ?                     | 11+      | 2+     |
| S. Nakamura  | 16             | 2              | ?        | ?       | ?                     | ?                     | 16+      | 2+     |
| A. Natori    | 21             | 0              | ?        | ?       | 3                     | 1                     | 24+      | 1+     |
| K. Saito     | 21             | 0              | ?        | ?       | ?                     | ?                     | 21+      | 0+     |
| T. Sasaki    | 1              | 0              | ?        | ?       | ?                     | ?                     | 1+       | 0+     |
| H. Sekiguchi | 11             | 0              | ?        | ?       | ?                     | ?                     | 11+      | 0+     |
| A. Sonobe    | 0              | 0              | ?        | ?       | ?                     | ?                     | 0+       | 0+     |
| H. Suzuki    | ?              | ?              | ?        | ?       | ?                     | ?                     | ?        | ?      |
| K. Suzuki    | 22             | 0              | ?        | ?       | ?                     | ?                     | 22+      | 0+     |
| Y. Tachibana | 0              | 0              | ?        | ?       | ?                     | ?                     | 0+       | 0+     |
| M. Taguchi   | 2              | 0              | ?        | ?       | ?                     | ?                     | 2+       | 0+     |
| H. Takahashi | 22             | -19            | ?        | ?       | ?                     | ?                     | 22+      | -19+   |
| H. Tsujiya   | 20             | 2              | ?        | ?       | ?                     | ?                     | 20+      | 2+     |
| Y. Yoshida   | 19             | 3              | ?        | ?       | ?                     | ?                     | 19+      | 3+     |